# Knowth
Knowth (/ naʊθ /; irsko Cnóbha) je neolitski prehodni grob in starodavni spomenik, del svetovne dediščine Brú na Bóinne, ki leži 8,4 km zahodno od Droghede na Irskem v dolini reke Boyne. To je največji prehodni grob kompleksa Brú na Bóinne. Sestavljen je iz velike gomile (znan kot mesto 1) in 17 manjših pridruženih grobnic. Gomila je približno 12 metrov visoka in ima premer 67 metrov  ter pokriva približno hektar. Ima dva odseka vzdolž vzhodno-zahodne črte, ki sta obkrožena s 127 robnimi kamni, od katerih trije manjkajo, štirje pa so poškodovani.
Velika gomila je bila datirana v leta okoli 3200 pr. n. št. Prehodi so neodvisni drug od drugega in vodijo do ločenih pokopnih komor. Vzhodni odsek pride do križne komore, ki pa ni podobna tisti, ki jo najdemo v  Newgrangeu, ki ima tri niše in koritaste kamne, v katere so bili položeni kremirani ostanki mrtvih. Desna niša je večja in bolj razkošno okrašena z megalitsko umetnostjo kot druga, kar je značilno za irske prehodne grobove te vrste. Zahodni prehod se konča v prostoru, ki je od prehoda ločen s kamnitim pragom. Zdi se, da je komora imela tudi koritast kamen, ki je bil kasneje odstranjen in je zdaj približno dve tretjini za prehodom.

## Megalitska umetnost
Knowth ima več kot tretjino od skupnega števila primerov megalitske umetnosti v vsej zahodni Evropi, saj je bilo med izkopavanji odkritih več kot 200 okrašenih kamnov. Veliko umetniških del je na robnikih, še posebej pri vhodih v prehode.
Značilni motivi so: spirale, rombi in kačaste črte, vendar pa ima megalitska umetnost v Knowthu veliko različnih podob, kot so oblike polmeseca. Zanimivo je, da je bilo veliko teh del izklesanih na hrbtni strani kamnov; to je vrsta megalitske umetnosti, znana kot skrita umetnost. To nakazuje teorije o delovanju megalitske umetnosti neolitske skupnosti, ki je zgradila spomenike v dolini Boyne. Morda so želeli skriti umetnost ali pa so preprosto ponovno uporabili kamne in jih obrnili na drugo stran.

## Zgodovina
Tu je nekaj dokazov za pozno neolitsko in bronasto dobo. Večina izhaja iz najdb grobega lesa, ki je bil v bližini vhoda v vzhodni prehod. Arheološko je dokazano, da je bilo to obredno ali sveto območje, potem ko je bila velika gomila v Knowthu že v slabem stanju. Dokazi za obrede so številni votivni darovi, najdeni na  neposrednih območjih lesa, ki so oblikovali krog, in okoli njih.
Gomila v Knowthu je bila v slabem stanju, kamenje je zdrsnilo, zaradi česar so bili vhodi obeh prehodov zasuti. 2000 let je bila neuporabljena. Le kratek čas je bila uporabljena kot grobišče; na zemljišču je bilo med raziskovanji odkritih približno 35 kamnitih grobov. 
V pozni železni dobi in zgodnji krščanski dobi je postala trdnjava, obkrožena z jarki in podzemnimi strukturami, značilnimi za železno dobo ob Atlantiku. V Knowthu so prvič  živeli ljudje. Izkopali so dva jarka, enega na dnu gomile za robnimi kamni in drugega na vrhu. Zdi se, da so na tej stopnji odkrili vhoda v oba odseka. Dokazi vključujejo zgodnjekrščanske grafite na kamnih v vzhodni komori, v ogamski pisavi pa so bila izklesana štiri imena. Zdi se, da je bil takrat premaknjen temeljni kamen z zahodne komore v poskusu, da ga odstranijo, in ostal zapuščen v prehodu, kjer se je zataknil. Knowth je postalo pomembno politično mesto in prestolnica kraljestva Severna Brega. 
Po kratkem vojaškem vmešavanju po normanskem vdoru na Irsko, ko so Normani v 12. stoletju uporabili Knowth kot moto, je mesto prešlo v posest cistercijanskih menihov samostana Mellifont. Zdi se, da je bila gomila ponovno uporabljena kot posestvo ali kmetija. Kamniti zidovi so bili zgrajeni nad gomilo, znotraj njih pa kamnite zgradbe. Po razpustitvi samostanov je bila lokacija uporabljena predvsem za kmetijstvo, dokler ni leta 1939 večine mesta prevzela država.
Zgodovinsko sklicevanje na jamo je mogoče najti v Triads of Ireland od 14. do 19. stoletja, kjer so Úam Chnogba, Úam Slángæ in Dearc Fearna navedeni pod naslovom 'trije najtemnejši kraji na Irskem'.  Zadnja, 'Jama starešin' (Cave of the Alders), je današnja jama Dunmore , medtem ko sta prvi dve Knowth in Slaney . Ni znano, kateri sistem jam/prehodnih grobov v bližini reke Slaney se nanaša na to, najverjetneje tista v Baltinglassu. Drugi viri omenjajo navedene lokacije kot Rath Croghan, jama ali grobnica Slane  in 'Praprotna jama' (Cave of the Ferns).
Vzhodno-zahodna usmeritev prehodov v Knowthu kaže astronomsko poravnavo z vrednostmi enakonočij, a danes ne deluje. To je posledica številnih dejavnikov, med drugim so dele odkrili kasnejši naseljenci in so bili do neke mere uničeni ali vključeni v podzemne strukture. Na ta način so izvirni vhodi izkrivljeni ali uničeni, zaradi česar je težko ugotoviti, ali je kdaj bila. Nadalje so ob nedavnih izkopavanjih (od 1962 naprej) pod vodstvom Georgea Eogana postavili betonsko steno v notranjosti zahodnega vhoda gomile, da bi omejili morebitne preiskave možnih usmeritev. Zdi se verjetno, da so bili deli prehodov namenjeni usmeritvi. Zaradi  Milankovićevih ciklusov se lahko spremenijo tudi usmeritve starih spomenikov.
Leta 1941 je nekaj časa tu izkopaval Macallister. Leta 1962 pa so se začela obsežna izkopavanja, ki jih je opravil George Eogan z Dublinske univerze. Ko je začel izkopavati, je bilo zelo malo znano o celotnem obsegu območja. Vhodi v zahodne in vzhodne odseke so bili odkriti leta 1967 in 1968 in počasi razkrite plasti dejavnosti Knowtha. Izkopavanja so bila opisana v številnih knjigah in poročilih. Arheološka izkopavanja na območju Knowth Easta so končala vse možnosti o raziskavah usmeritve, ko je George Eogan postavil betonsko steno čez vhodni prehod. Najobsežnejše raziskave o usmeritvah in astronomiji v Knowthu je naredil ameriško-irski raziskovalec Martin Brennan. 

## Dostop
Dostop je mogoč le z vodnikom. Ogledi se začnejo v centru obiskovalcev Brú na Bóinne v Donoru. Obiskovalci si lahko ogledajo vzhodni prehod in obiščejo bližnjo sodobno razlagalno sobo.